# Lorec
Lorec byla původně tvrz na severním okraji Kutné Hory (Hloušeckém předměstí), později přestavěná na pivovar.

## Historie
První písemná zmínka o ní pochází z roku 1418. Tvrz s pivovarem, sladovnou a chmelnicí koupil v roce 1544 Zdislav Zvířetický z Vartenberka. V roce 1559 ji za 575 kop stříbrných grošů koupil Ondřej Dačický, kterému císař Ferdinand I. Habsburský udělil právo nosit erb a predikát Dačický z Lorce. Maxmilián II. později přidal predikát Dačický z Heslova.
Za vlády Dačických byla tvrz renesančně přestavěna. Vstupní portál z této doby se zachoval v průčelí pivovaru. Ondřejův syn Václav Dačický z Heslova zde roku 1573 nechal postavit nový pivovar.
Po Václavově smrti prodal v roce 1585 jeho bratr a poručník jeho dětí Mikuláš Dačický z Heslova tvrz s pivovarem Kateřině ze Smiřic, manželce Jana Lukáše ze Žerotína. Od ní pak Lorec koupilo v roce 1589 město Kutná Hora za 600 kop grošů. Od té doby byla tvrz s pivovarem až na výjimky trvale v majetku města. V roce 1622 byla tvrz konfiskována, ale později městu vrácena.
V barokní době byly provedeny další přestavby vedoucí k proměně tvrze na pivovar, včetně odstranění původního opevnění. V roce 1949 přešel pivovar do majetku Sdruženého komunálního podniku a roku 1953 byl znárodněn. Majetkem města se stal opět v roce 1992. V současnosti vyrábí Pivovar Kutná Hora piva pod značkami Dačický a Lorec.